# Cueva Valiente
Cueva Valiente är ett berg i Spanien.   Det ligger i provinsen Provincia de Ávila och regionen Kastilien och Leon, i den centrala delen av landet, 50 km nordväst om huvudstaden Madrid. Toppen på Cueva Valiente är 1 888 meter över havet. Cueva Valiente ingår i Sierra de Malagón.
Terrängen runt Cueva Valiente är huvudsakligen kuperad.Runt Cueva Valiente är det ganska tätbefolkat, med 214 invånare per kvadratkilometer. Närmaste större samhälle är Collado-Villalba, 17,0 km öster om Cueva Valiente. 